# Pazifische Hurrikansaison 2022
Die Pazifische Hurrikansaison 2022 war ein  Wetterereignis in der nördlichen Hemisphäre. Die Saison der tropischen Wirbelstürme beginnt offiziell am 15. Mai im östlichen und am 1. Juni im zentralen nördlichen Pazifischen Ozean; sie endet jeweils am 30. November. Diese Daten begrenzen durch Konvention die Zeit jedes Kalenderjahres, in der sich in diesen Gebieten die meisten tropischen Wirbelstürme bilden. Die Bildung tropischer Wirbelstürme ist aber jederzeit im Jahresverlauf möglich.

## Saisonvorhersagen
| Rekordzahl                | Rekordzahl                | benannte stürme | Hurrikane | schwere Hurrikane | Ref.  |
| ------------------------- | ------------------------- | --------------- | --------- | ----------------- | ----- |
| Durchschnitt (1991–2020): | Durchschnitt (1991–2020): | 15              | 8         | 4                 | [ 1 ] |
| höchste Aktivität:        | höchste Aktivität:        | 1992: 27        | 2015: 16  | 2015: 11          | [ 2 ] |
| niedrigste Aktivität:     | niedrigste Aktivität:     | 2010: 8         | 2010: 3   | 2003: 0           | [ 2 ] |
| Datum                     | Quelle                    | benannte Stürme | Hurrikane | schwere Hurrikane | Ref.  |
| 17. Mai 2022              | SMN                       | 14–19           | 6–9       | 2–4               | [ 3 ] |
| 24. Mai 2022              | NOAA                      | 10–17           | 4–8       | 0–3               | [ 4 ] |
|                           | Gebiet                    | benannte Stürme | Hurrikane | schwere Hurrikane | Ref.  |
| tatsächliche Aktivität:   | EPAC                      | 12              | 8         | 2                 |       |
| tatsächliche Aktivität:   | CPAC                      | 0               | 0         | 0                 |       |
| tatsächliche Aktivität:   | tatsächliche Aktivität:   | 12              | 8         | 2                 |       |

Die Vorhersagen berücksichtigen die wöchentlichen und monatlichen Veränderungen von Faktoren, die zur Bestimmung der vorhergesagten Zahlen tropischer Stürme, Hurrikane und schwerer Hurrikane innerhalb des jeweiligen Jahres hilfreich sind. Nach den Angaben der National Oceanic and Atmospheric Administration (NOAA) hat eine durchschnittliche Hurrikansaison im östlichen und zentralen Pazifik in der relevanten Vergleichsperiode von 1991 bis 2020 etwa 15 tropische Stürme, acht Hurrikane und vier schwere Hurrikane. Die NOAA stuft eine Saison im Allgemeinen anhand des Accumulated Cyclone Energy Index (ACE-Index) als überdurchschnittlich, durchschnittlich oder unterdurchschnittlich ein, berücksichtigt aber auch die Zahlen der tropischen Stürme, Hurrikane und scheren Hurrikane. In der Saison 2022 ging die NOAA von unterdurchschnittlichen Wasseroberflächentemperaturen im östlichen Pazifischen Ozean, dem anfänglichen Verbleiben der El Niño-Southern Oscillation in der neutralen Phasee und der Aussicht der Entwicklung der Niña bzw. einer abnehmenden Wahrscheinlichkeit für ein El-Niño-Ereignis aus.
Am 17. Mai 2022 veröffentlichte der Servicio Meteorológico Nacional (SMN) seine Vorhersage für den Verlauf der Saison. Er sagte insgesamt 14–19 benannte Stürme, 6–9 Hurrikane und 2–4 schwere Hurrikane voraus. Die National Oceanic and Atmospheric Administration (NOAA) gab ihre Vorhersage eine Woche später bekannt und geht von einer unterdurchschnittlich aktiven Saison aus, mit 10–17 benannten Stürmen, 4–8 Hurrikanen und bis zu drei schweren Hurrikanen sowie einer Accumulated Cyclone Energy im Bereich von 45 % bis 100 % des Medians.

## Saisonüberblick
Die Saison startete einige Tage vor ihrem offiziellen Beginn mit der raschen Entstehung von Hurrikan Agatha. Der Wirbelsturm war erst der 14. Hurrikan während der letzten 50 Jahre, der sich in diesem Becken im Monat Mai gebildet hat und, nach Hurrikan Agatha am 24. Mai 1971 sowie Hurrikan Barbara am 29. Mai 2013, erst der dritte Hurrikan im Pazifik, der in einem Mai auf Land getroffen ist. Agatha ist mit einminütigen andauernden Windgeschwindigkeiten von 170 km/h außerdem der stärkste so früh im Jahr so weit östlich auf Land treffende Hurrikan, nach Agatha 1971 mit 135 km/h und Barbara mit 130 km/h.

## Stürme

### Hurrikan Agatha
Nach dem Landfall zehn Kilometer westlich von Puerto Angel löste sich Agatha über dem zerklüfteten Hochland von Mexiko auf.
Der Hurrikan verursachte starke Regenfälle von bis etwa 240 Litern pro Quadratmeter binnen 24 Stunden nahe der Küste Mexikos, die u. a. Überflutungen und Erdrutsche auslösten. Rund 200.000 Haushalte waren ohne Strom, auch zwei Brücken wurden erheblich beschädigt. Bis zum 1. Juni wurden 11 Todesfälle in Mexiko gemeldet, 32 weitere Personen wurden zu dem Zeitpunkt noch vermisst.
- NHC Hurricane AGATHA Advisory Archive

### Hurrikan Blas
Am 14. Juni entstand das tropische Tief „Two“ vor der südwestlichen Küste Mexikos. Wenige Stunden später wurde es zum Tropensturm „Blas“ hochgestuft und nahm weiter an Stärke zu. Bereits am nächsten Tag erreichte Blas Hurrikanstärke. Das Zentrum befand sich etwa 300 Meilen südsüdwestlich von Manzanillo, Mexiko, bewegte sich Richtung west-nordwest und nahm weiter an Stärke zu. Am 17. Juni erreichte Blas seine maximale Stärke und wurde am selben Tag zum Tropensturm herabgestuft. Am 20. Juni schwächte sich der Tropensturm zu einem tropischen Tief ab und löste sich noch am selben Tag 350 Meilen südwestlich der Südspitze von Baja California auf.

## Sturmnamen
Die folgenden Namen stehen für die Namensvergabe für tropische Wirbelstürme im Jahr 2022 im östlichen Pazifischen Ozean zur Verfügung. Die zurückgezogenen Namen, sofern es welche gibt, werden von der World Meteorological Organization während der gemeinsamen 45. Sitzung des RA IV Hurricane Committee im Frühjahr 2023 festgelegt. Alle anderen Namen aus dieser Liste werden 2028 erneut verwendet. Die nachfolgende Liste ist identisch mit der in der Pazifischen Hurrikansaison 2016 verwendeten Liste.
- Agatha
- Blas
- (Celia)
- (Darby)
- (Estelle)
- (Frank)
- (Georgette)
- (Howard)
- (Ivette)
- (Javier)
- (Kay)
- (Lester)
- (Madeline)
- (Newton)
- (Orlene)
- (Paine)
- (Roslyn)
- (Seymour)
- (Tina)
- (Virgil)
- (Winifred)
- (Xavier)
- (Yolanda)
- (Zeke)

Stürme, die sich im Verantwortungsgebiet des Central Pacific Hurricane Centers, also nördlich des Äquators zwischen dem 140. Längengrad west und der internationalen Datumslinie, bilden, werden aus einer vier rotierende Listen. Die nächsten vier Namen zur Verwendung sind.
- (Hone)
- (Iona)
- (Keli)
- (Lala)

## Saisonauswirkungen
Diese Tabelle führt alle Sturmsysteme, die sich in der Pazifischen Hurrikansaison 2022 gebildet haben. Sie nennt deren Dauer, Namen, Landfallpunkte, Sachschäden und Verluste an Menschenleben. In Klammern sind indirekte Todesfälle genannt, etwa durch den Sturm verursachte Verkehrsunfälle. Sach- und Personenschäden schließen solche ein, die sich ereigneten, als der Sturm außertropisch, eine tropische Welle oder post-trpopisch war. Es handelt sich bei Sachschäden um US-Dollar in Preisen von 2022.
Diese Tabelle gibt eine Übersicht aller tropischen Tiefdrucksysteme im nördlichen Atlantischen Ozean. Sie nennt Dauer, Namen, betroffene Landgebiete, Schadenssumme und Zahl der Opfer.
| Name   | Dauer                 | Spitzenklassifikation | andauernde Windgeschwindigkeiten | Luftdruck | betroffene Gebiete | Schäden (USD) | Tote | Belege |
| ------ | --------------------- | --------------------- | -------------------------------- | --------- | ------------------ | ------------- | ---- | ------ |
| Agatha | 28. Mai bis xx. Juni  | Hurrikan              | 175 km/h                         | 964 hPa   |                    | minimal       | 0    |        |
| Blas   | 14. Juni bis 20. Juni | Hurrikan              | 165 km/h                         | 976 hPa   |                    | keine         | 0    |        |

## Belege
1. ↑  Background Information: East Pacific Hurricane Season. In: Climate Prediction Center. National Oceanic and Atmospheric Administration, 20. Mai 2021, abgerufen am 20. Mai 2021 (englisch).
2. 1 2  National Hurricane Center, Hurricane Research Division, Atlantic Oceanographic and Meteorological Laboratory: Northeast and North Central Pacific hurricane database (HURDAT2) 1949–2021. United States National Oceanic and Atmospheric Administration’s Office of Oceanic & Atmospheric Research, 6. April 2022, abgerufen am 15. Mai 2022 (englisch).
3. 1 2  Inicio de la Temporada de #CiclonesTropicales 2022. In: YouTube. 17. Mai 2022, abgerufen am 28. Mai 2022 (spanisch).
4. 1 2  NOAA 2022 Eastern Pacific Hurricane Season Outlook. Climate Prediction Center, 24. Mai 2022, archiviert vom Original am 28. Mai 2022; abgerufen am 28. Mai 2022.
5. 1 2  Jeff Masters, Bob Henson: Agatha dissipates over Mexico after making landfall as strongest Pacific May hurricane. In: Yale Climate Connections. Yale University, 31. Mai 2022, abgerufen am 31. Mai 2022 (englisch).
6. ↑  Hurricane Agatha leaves 11 dead, 32 missing in Mexico; remnants reorganizing in Caribbean . In: YaleClimate Connections, 1. Juni 2022. Abgerufen am 3. Juni 2022.
7. ↑  Tropical Depression TWO-E. NATIONAL HURRICANE CENTER and CENTRAL PACIFIC HURRICANE CENTER, 14. Juni 2022, abgerufen am 14. Juli 2022 (englisch).
8. ↑  Tropical Storm BLAS; BULLETIN Tropical Storm Blas Advisory Number   2. NATIONAL HURRICANE CENTER and CENTRAL PACIFIC HURRICANE CENTER, 14. Juni 2022, abgerufen am 14. Juli 2022 (englisch).
9. ↑  BULLETIN Hurricane Blas Advisory Number   6. NATIONAL HURRICANE CENTER and CENTRAL PACIFIC HURRICANE CENTER, 15. Juni 2022, abgerufen am 14. Juli 2022 (englisch).
10. ↑  BULLETIN Hurricane Blas Advisory Number  14. NATIONAL HURRICANE CENTER and CENTRAL PACIFIC HURRICANE CENTER, 17. Juni 2022, abgerufen am 14. Juli 2022 (englisch).
11. ↑  BULLETIN Tropical Storm Blas Advisory Number  16. NATIONAL HURRICANE CENTER and CENTRAL PACIFIC HURRICANE CENTER, 17. Juni 2022, abgerufen am 14. Juli 2022 (englisch).
12. ↑  BULLETIN Tropical Depression Blas Advisory Number  25. NATIONAL HURRICANE CENTER and CENTRAL PACIFIC HURRICANE CENTER, 20. Juli 2022, abgerufen am 14. Juli 2022 (englisch).
13. ↑  BULLETIN Post-Tropical Cyclone Blas Advisory Number  26. NATIONAL HURRICANE CENTER and CENTRAL PACIFIC HURRICANE CENTER, 20. Juli 2022, abgerufen am 14. Juli 2022 (englisch).
14. ↑  Tropical Cyclone Names. In: www.nhc.noaa.gov. Abgerufen am 27. Dezember 2020.
15. ↑  Pacific Tropical Cyclone Names 2016–2021. (PHP) In: Central Pacific Hurricane Center. National Oceanic and Atmospheric Administration, 12. Mai 2016 ehemals im Original (nicht mehr online verfügbar). (Seite nicht mehr abrufbar. Suche in Webarchiven)  Info: Der Link wurde automatisch als defekt markiert. Bitte prüfe den Link gemäß Anleitung und entferne dann diesen Hinweis.